# Sassaques

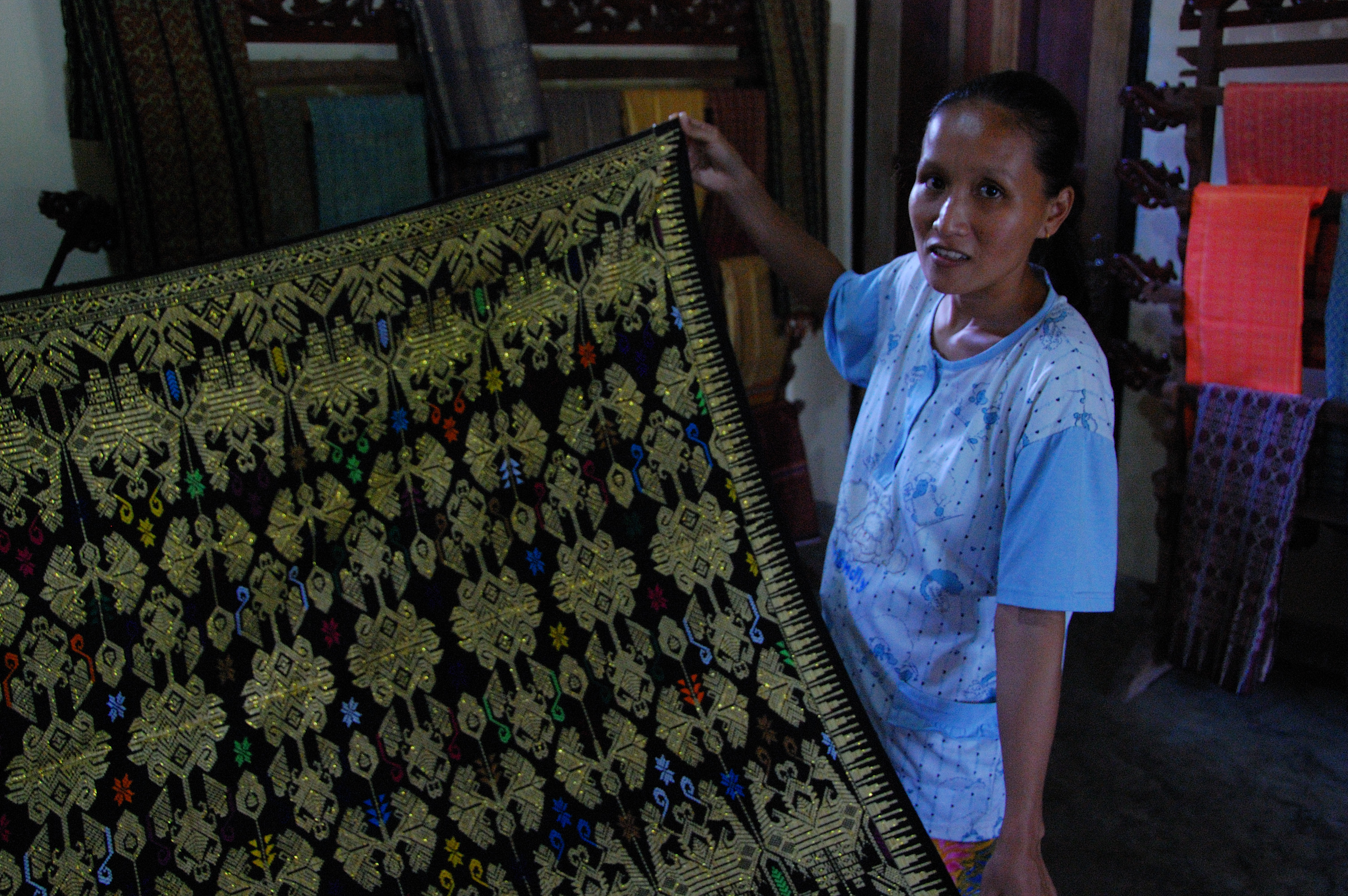
Songket (brocado) sassaque

Os sassaques (em indonésio: Sasak) são o grupo étnico maioritário da ilha indonésia de Lomboque, que segundo o censo indonésio de 2010 tinha cerca de 3,3 milhões de membros e constituíam 85% da população de Lomboque. Estão relacionados com os balineses na língua e ancestralidade mas enquanto os sassaques são quase todos muçulmanos, os seus vizinhos de Bali são predominantemente hindus. A ínfima minoria de sassaques que praticam Boda, a religião pré-islâmica original dos sassaques são conhecidos como Sasak Boda.

## Etimologia
É possível que a origem no nome sasak seja sak-sak, que significa "barco".[carece de fontes?] No manuscrito Nagarakretagama, uma crónica sobre o Majapait, escrita no século XIV, a palavra sasak aparece no nome dado a Lomboque — Lombok Sasak Mirah Adhi. Segundo a tradição local, sasak vem de sa'-saq, que significa "aquele". Por sua vez, Lomboq significa "reto", pelo que Sa'-saq Lomboq significa "algo que é reto". Há ainda outras traduções, como por exemplo "caminho reto".
Em javanês antigo, Lombok significa "reto" ou "honesto", Mirah significa "joia", Sasak significa "afirmação" e Adhi significa "algo que é bom", "máximo" ou "extremo". Assim, Lombok Sasak Mirah Adhi pode traduzir-se como "a honestidade é a joia que afirma a bondade".[carece de fontes?]

## História
Pouco se sabe sobre a história dos sassaques (e de Lomboque) além de que cerca do século XIV a ilha  foi colocada sob a administração direta do patih (primeiro-ministro) Majapait Gajamada. O islamismo chegou à ilha no século XV e no início do século XVI Lomboque foi conquistada pelo reino balinês de Gelgel, o que levou muitos balineses a fixarem-se em Lomboque. Na década de 2010, havia cerca de 300 000 balineses étnicos na ilha, o que representava 10 a 15% da população.
Os sassaques converteram-se ao islão entre o final do século XVI e o início do século XVII, devido à influência de Pangeran Prapen (também conhecido como Sunan Prapen), o filho de Sunan Giri (1442–1506), um destacado líder muçulmano javanês, ou do próprio Sunan Giri, além dos macáçares muçulmanos. As crenças e cultos islâmicos foram frequentemente misturados com elementos hindus e budistas, o que levou à criação da seita ou religião Wetu Telu, que foi fortemente influenciada pelos balineses.

## Língua
Os sassaques têm uma língua própria, o sassaque, pertencente família malaio-polinésia, a qual tem cinco dialetos locais principais, alguns deles com baixa inteligibilidade mútua. O sassaque está próximo das línguas nativas das ilhas vizinhas, o sumbava e o balinês e o seu sistema de escrita tradicional é praticamente igual à escrita balinesa. A língua sassaque também é escrito com o alfabeto latino. Embora se acredite que praticamente todos os sassaques falem a sua língua nativa, é provável que todos eles falem igualmente bahasa indonésio, que é a única língua indonésia usada nas escolas da ilha.

## Religião
Islamismo (Lima Waktu e Wetu Telu)

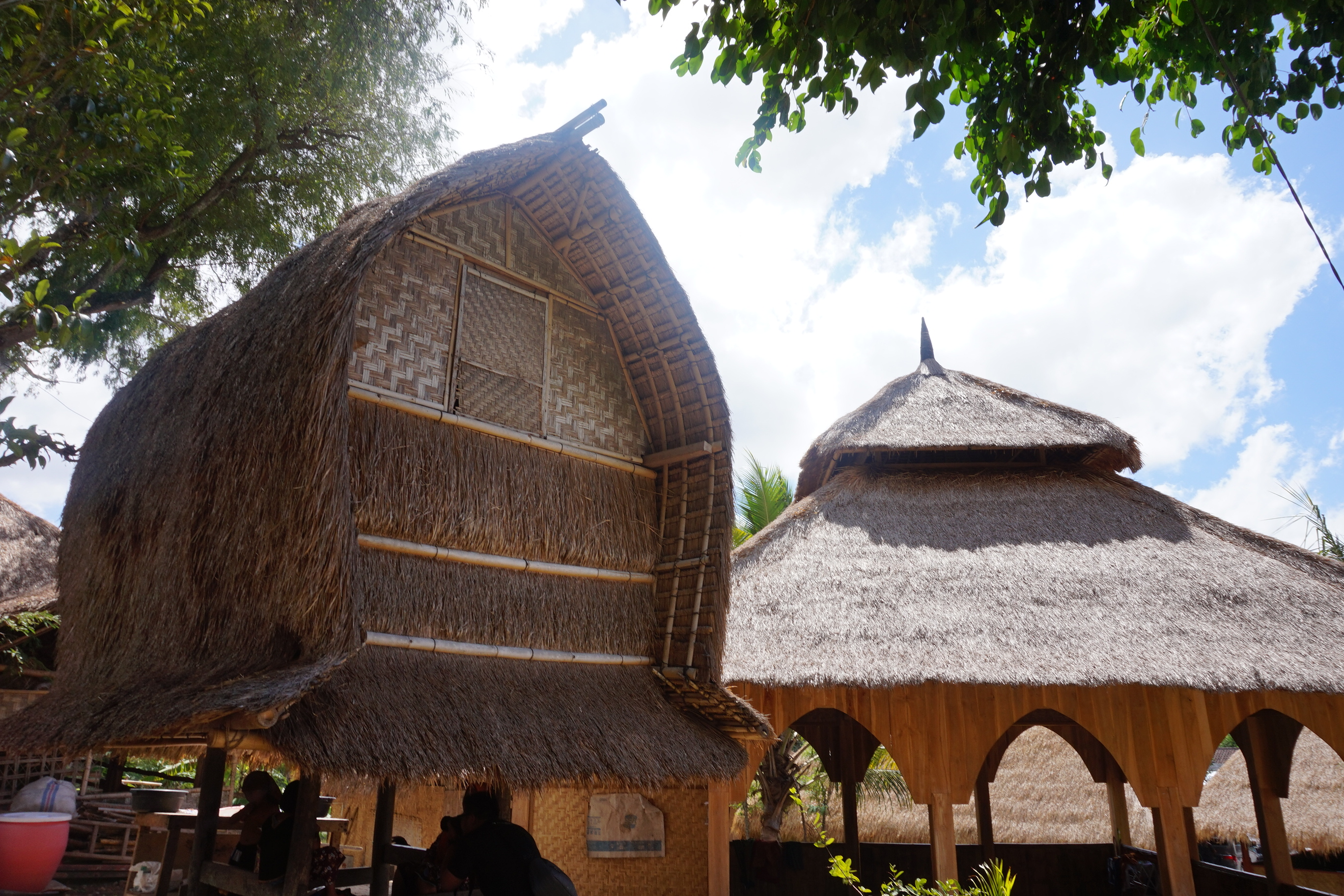
Arquitetura tradicional sassaque: cabana (à esquerda) e mesquita (à direita)

A esmagadora maioria dos sassaques seguem a variante local Lima Waktu do islão. Lima Waktu significa "cinco vezes", uma referência às cinco orações diárias realizadas pela generalidade dos muçulmanos. A designação é usada para os distinguir dos praticantes do Wetu Telu ("três vezes"), que só realizam três orações por dia e só seguem três dos cinco pilares do islamismo — Salá (orações), Chahada (fé) e Saum (jejum). Além disso as orações podem não ser realizadas pelos fiéis, mas pelos kyais (líderes religiosos) em nome deles. As crenças Wetu Telu têm elementos animistas e, além da base islâmica, têm influências hindus e das antigas práticas de culto dos mortos. Embora sejam uma pequena minoria, ainda há bastantes seguidores de Wetu Telu em Loboque, especialmente na aldeia de Bayan, de onde a seita é originária, em Matarão, Pujung, Sengkol, Rambitan, Sade, Tetebatu, Bumbung, Sembalun, Senaru, Loyok e Pasugulan.
Bodha
Na aldeia de Bentek e nas encostas do monte Rinjani vive uma pequena minoria de sassaques continuam a seguir a religião Boda (ou Bodha) animista original pré-islâmica, cujos rituais e vocabulário religioso têm algumas influências hindus e budistas. Cerca da década de 2000 estimava-se que existissem aproximadamente 8000 Sasak Boda. Em parte devido ao nome da tribo, o governo indonésio considera-os budistas.